# Libor Sionko
Libor Sionko (Ostrava, 1. veljače 1977.), češki umirovljeni nogometaš koji je igrao na poziciji desnog krila. Za češku reprezentaciju prvi put je zaigrao 1999. godine.